# Contes de Budapest
Pour plus de détails, voir Fiche technique et Distribution.
Contes de Budapest (Budapesti mesék) est un film hongrois réalisé par István Szabó, sorti en 1977.

## Fiche technique
- Titre original : Budapesti mesék
- Titre français : Contes de Budapest
- Réalisation : István Szabó
- Scénario : István Szabó
- Photographie : Sándor Sára
- Montage : János Rózsa
- Musique : Zdenkó Tamássy
- Pays d'origine : Hongrie
- Genre : drame
- Date de sortie : 1977

## Distribution
- András Bálint : Fényes
- Ági Mészáros (en) : la mère de Fényes
- Maja Komorowska : la fille qui connaît les couleurs
- Franciszek Pieczka
- Károly Kovács
- Ildikó Bánsági : la veuve
- József Madaras : Soldat
- Szymon Szurmiej (en)
- Zoltán Huszárik